# 2,4-Dichlorobenzyl alcohol
Rượu 2,4-Dichlorobenzyl là một chất khử trùng nhẹ, có thể tiêu diệt vi khuẩn và vi rút liên quan đến nhiễm trùng miệng và cổ họng. Nó là một thành phần phổ biến trong viên ngậm trị viêm họng như Cofsils, Strepsils, Lorsept và Gorpils. Một viên ngậm trị viêm họng có pH thấp chứa rượu dichlorobenzyl (1,2 mg) và amylmetacresol (0,6 mg) đã được tìm thấy để vô hiệu hóa virus hợp bào hô hấp và SARS-Cov, nhưng không phải là adenovirus hoặc rhovovirus. Một loại kem đánh răng có chứa 10% natri benzoate và 0,3% dichlorobenzyl alcohol duy trì hoạt động kháng khuẩn trong 5 đến 10 phút sau khi đánh răng.
Nó là một thành phần trong sản phẩm châu Âu Neo Borocillina.